# Alpecin-Deceuninck Development Team
Das Alpecin-Deceuninck Development Team ist ein belgisches Radsportteam mit Sitz in Herentals. 

## Organisation und Geschichte
Das Team wurde zur Saison 2021 als offizielles Development Team des damaligen UCI ProTeams Alpecin-Fenix gegründet und ist im Besitz einer Lizenz als UCI Continental Team. Mit dem Sponsorenwechsel beim Elite-Team zum 1. Juli 2022 erhielt auch das Nachwuchsteam seinen aktuellen Namen. Neben Nachwuchsfahrern gehören zum Team auch Cyclocrossfahrer, die Mitglied im UCI Cyclo-Cross Team von Alpecin-Deceuninck sind und so die Möglichkeit erhalten, in der Sommersaison an Straßenradrennen teilzunehmen.
Mit 14 Siegen war die Saison 2023 die bisher erfolgreichste des Teams, zur Folgesaison wurden vier Fahrer in das UCI WorldTeam übernommen. Darüber hinaus wurde Timo Kielich in den UCI ProSeries bei der Tour de Wallonie für das WorldTeam eingesetzt, wo er eine Etappe gewinnen konnte. Nach der Saison 2024 mit 13 Siegen wechselten erneut vier Fahrer in das WorldTeam.

## Saison 2025
Mannschaft
| Teamkader 2025          | Teamkader 2025     | Teamkader 2025         | Teamkader 2025                   |
| Name                    | Geburtsdatum       | Land                   | Vorheriges Team                  |
| ----------------------- | ------------------ | ---------------------- | -------------------------------- |
| Timo Behrens            | 25. September 2001 | Deutschland            |                                  |
| Lennert Belmans         | 15. Februar 2002   | Belgien                | Iko-Crelan (2020)                |
| Aless de Bock           | 4. Juli 2006       | Belgien                |                                  |
| Aaron Dockx             | 28. Juni 2004      | Belgien                |                                  |
| Ryan Kamp               | 12. Dezember 2000  | Niederlande            | Pauwels Sauzen-Bingoal (2023)    |
| Louis Kitzki            | 20. Januar 2004    | Deutschland            | Embrace The World Cycling (2024) |
| Cameron Mason           | 18. August 2000    | Vereinigtes Königreich | Trinity Racing (2023)            |
| Witse Meeussen          | 8. März 2001       | Belgien                | Pauwels Sauzen-Bingoal (2023)    |
| Jente Michels           | 17. Februar 2003   | Belgien                |                                  |
| Senna Remijn            | 22. Januar 2006    | Niederlande            |                                  |
| Siebe Roesems           | 8. Juni 2001       | Belgien                | Trinity Racing (2022)            |
| Sente Sentjens          | 2. September 2005  | Belgien                | Acrog-Tormans/Balen BC (2023)    |
| Laurens Sweeck          | 17. Dezember 1993  | Belgien                | Pauwels Sauzen-Bingoal (2022)    |
| Guus van den Eijnden    | 3. Oktober 2005    | Niederlande            |                                  |
| Toon Vandebosch         | 19. Juni 1999      | Belgien                | Pauwels Sauzen-Bingoal (2022)    |
| Niels Vandeputte        | 19. September 2000 | Belgien                | Iko-Crelan (2020)                |
| Nio Vandevorst          | 18. Februar 2006   | Belgien                |                                  |
| Stefano Viezzi          | 5. Februar 2006    | Italien                |                                  |
| Joran Wyseure           | 9. Januar 2001     | Belgien                |                                  |
|                         |                    |                        |                                  |
| Quelle: ProCyclingStats |                    |                        |                                  |

Erfolge
| Siege | Siege  | Siege | Siege  | Siege  | Siege |
| Datum | Rennen | Staat | Klasse | Sieger |       |
| ----- | ------ | ----- | ------ | ------ | ----- |

## Erfolge pro Saison
| Rennserie                 | 2021 | 2022 | 2023 | 2024 |
| ------------------------- | ---- | ---- | ---- | ---- |
| UCI ProSeries             | -    | -    | -    | -    |
| UCI Continental Circuits  | 1    | 5    | 13   | 11   |
| nationale Meisterschaften | -    | 1    | 1    | 2    |

## Platzierungen in der UCI-Weltrangliste
| World Ranking | World Ranking | World Ranking         | World Ranking |
| Jahr          | Teamwertung   | Einzelwertung         |               |
| ------------- | ------------- | --------------------- | ------------- |
| 2021          | 126.          | Timo Kielich (843. )  |               |
| 2022          | 58.           | Nicola Conci (183. )  |               |
| 2023          | 37.           | Timo Kielich (181. )  |               |
| 2024          | 40.           | Simon Dehairs (233. ) |               |
|               |               |                       |               |
| Quelle: UCI   |               |                       |               |